# فلفلة (الجزائر)
فلفلة بلدية جزائرية تابعة لدائرة سكيكدة بولاية سكيكدة حيث يحدها البحر الأبيض المتوسط شمالا، وبلدية جندل وبلدية حمادي كرومة جنوبا، وبلدية جندل شرقا، وبلدية سكيكدة غربا.ويبلغ تعداد سكنها حوالي 29000  وهي بلدية سياحية بدرجة كبيرة